# دوسمتوو
دوسمتوو (انگلیسی: Dusmetovo) یک شهرک در شهرستان بلاگووارسکی باشقیرستان کشور روسیه است.